# نوواقع‌گرایی (هنر)

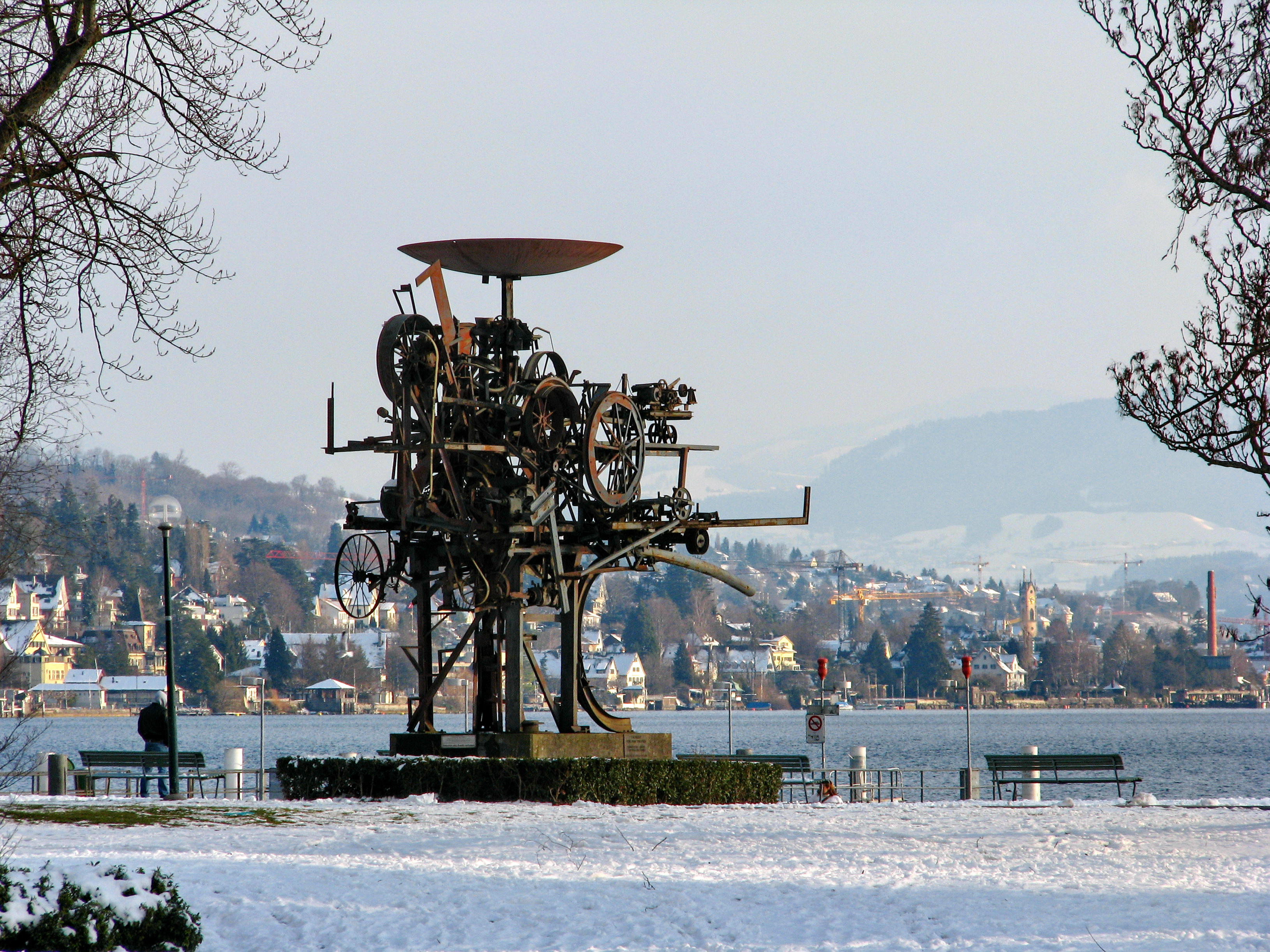
اثر ژان تینگولی.

نوواقع‌گرایی یا نُوُ رئالیسم (به فرانسوی: Nouveau Réalisme) یک جنبش هنری است که در سال ۱۹۶۰ توسط یک منتقد هنری به نام پیر رستنی (به فرانسوی: Pierre Restany) و یک نقاش به نام ایو کلین (به فرانسوی: Yves Klein) هم‌زمان با اولین نمایشگاه مشترک در نگارخانهٔ آپولینیر در میلان شکل گرفت. پیر رستنی اولین بیانیهٔ گروه را با عنوان «اعلامیه شکل‌گیری نوواقع‌گرایی» در آوریل ۱۹۶۰ نوشت و اظهار کرد «نوواقع‌گرایی، راه‌های نوینی برای درک واقعیت». این بیانیه در ۲۷ اکتبر همان سال، در کارگاه ایو کلین توسط هر نه عضو گروه امضا شد: ایو کلین، پیر رستنی، آرمان (به انگلیسی: Arman)، مارشال ریس (به فرانسوی: Martial Raysse)، دانیل اسپوری (به سوئدی: Daniel Spoerri)، ژان تینگلی (به سوئدی: Jean Tinguely) و سه نفر از فرانامه‌گرایان، فرانسوا دیفرن (به فرانسوی: François Dufrene)، ریموند هینس (به فرانسوی: Raymond Hains) و ژاک ویلگلی (به فرانسوی: Jacques Villeglé). در سال ۱۹۶۱ سزار بالداچینی (به فرانسوی: César Baldaccini)، میمو روتلا (به ایتالیایی: Mimmo Rotella)، نیکی دسان فال (به فرانسوی: Niki de Saint Phalle) و جرارد دشام (به فرانسوی: Gérard Deschamps) نیز به آن‌ها می‌پیوندند. کریستو ولادیمیروف جاواچف (به بلغاری: Christo Vladimirov Javacheff) نیز در نمایشگاه‌هایشان شرکت می‌کرد.
اگرچه نوواقع‌گرایی بازگشت به «واقعیت» را در مقابل شاعرانگی هنر انتزاعی ترویج می‌داد، اما آن‌ها همچنین می‌خواستند از، به گفته خودشان، تله‌های هنر فیگوراتیو نیز پرهیز کنند؛ هنری که یا به چشم خرده بورژوا نگریسته می‌شد یا واقع‌گرایی سوسیالیستی استالینیستی. از این‌رو نوواقع‌گرایان از اشیا بیرونی استفاده می‌کردند تا به واقعیت زمان خودشان اعتبار دهند. آن‌ها مبدع روش دِکلاژ (برعکس کلاژ) بودند، به‌خصوص از طریق پاره کردن پوسترها، روشی که فرانسوا دیفرن، ژاک ویلگلی، میمو روتلا و ریموند هینس در آن تبحر داشتند. گاهی این هنرمندان به‌طور جمعی کار می‌کردند و قصدشان ارائه آثارشان به‌صورت گمنام در پاریس بود.

## نگارخانه

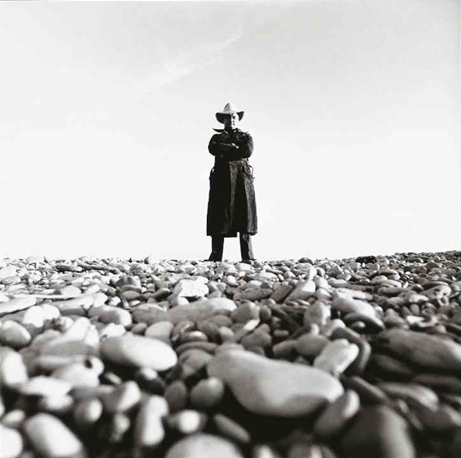
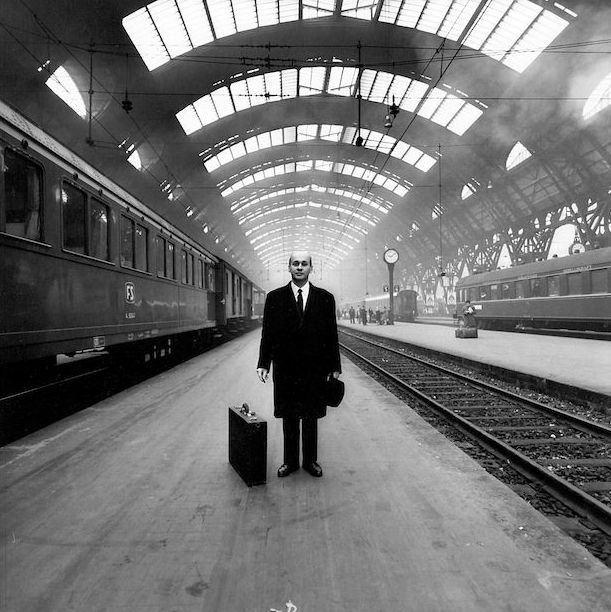
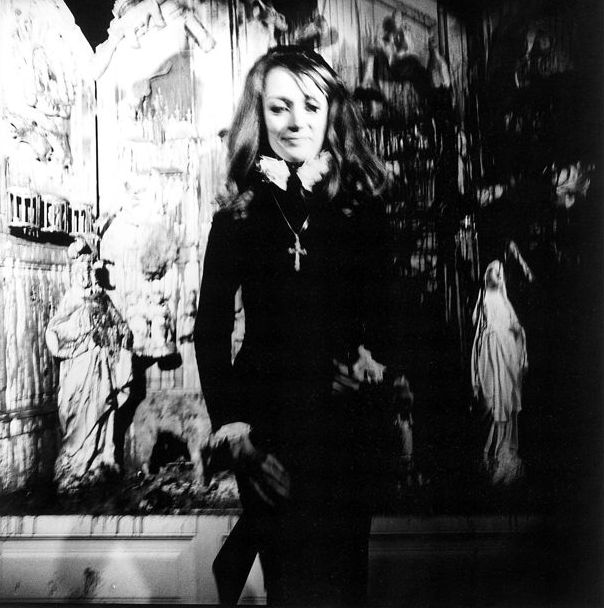
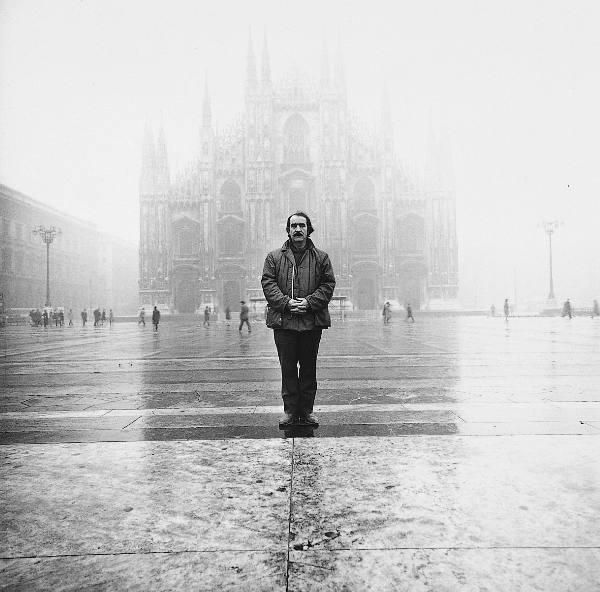